# A Liverpool FC 2023–2024-es szezonja
A Liverpool FC 2023–2024-es szezonja a csapat 132. idénye a csapat fennállása óta, sorozatban 61. az angol első osztályban. Az előző szezon 5. helyezettjeként az Európa-ligában indulhatott. A szezon 2023. augusztus 13-án kezdődött és 2024. május 19-én ért véget. Jordan Henderson távozása után Virgil van Dijkot nevezték ki a csapatkapitánynak, ezzel a holland 2001–02-es szezon után lett a csapat nem brit és nem ír csapatkapitánya, akkor a finn Sami Hyypiät nevezték ki, idén a helyettese Trent Alexander-Arnold lett.

## Mezek
Gyártó: Nike
mezszponzor: 1. Standard Chartered (hivatalos mérkőzéseken) 
 2. Expedia (ujj szponzor)
| Hazai | Vendég | Vendég |

| Hazai kapusmez | Idegenbeli kapusmez | 3. számú kapusmez |

## Átigazolások, szerződéshosszabbítások

### Érkezők
| Dátum                | Poszt       | Mezszám  | Név                 | Honnan                 | Átigazolás összege | Jegyzetek |
| -------------------- | ----------- | -------- | ------------------- | ---------------------- | ------------------ | --------- |
| 2023. július 1.      | középpályás | 10       | Alexis Mac Allister | Brighton & Hove Albion | 42 Millió €        | [ 1 ]     |
| 2023. július 2.      | középpályás | 8        | Szoboszlai Dominik  | RB Leipzig             | 70 Millió €        | [ 2 ]     |
| 2023. augusztus 18.  | középpályás | 3        | Endó Vataru         | VfB Stuttgart          | 20 Millió €        | [ 3 ]     |
| 2023. szeptember 01. | középpályás | 38       | Ryan Gravenberch    | Bayern München         | 40 Millió €        | [ 4 ]     |
| összesen             | összesen    | összesen | összesen            | összesen               | 172 Millió €       |           |

### Szerződéshosszabbítások
| Dátum                | Poszt  | Mezszám | Név                     | Meddig     | +Hány év    | Jegyzetek |
| -------------------- | ------ | ------- | ----------------------- | ---------- | ----------- | --------- |
| 2023. június 30.     | kapus  | 13      | Adrián                  | 2024.06.30 | +1          | [ 5 ]     |
| 2023. szeptember 19. | csatár | 50      | Ben Doak                | nem ismert | +nem ismert | [ 6 ]     |
| 2023. szeptember 25. | hátvéd | 21      | Konsztandínosz Cimíkasz | 2027.06.30 | +2          | [ 7 ]     |

### Kölcsönből visszatérők
| Dátum | Poszt | Név | Honnan | Jegyzet |
| ----- | ----- | --- | ------ | ------- |
|       |       |     |        |         |

### Kölcsönbe távozók
| Dátum               | Poszt       | Név               | Hová               | Jegyzet |
| ------------------- | ----------- | ----------------- | ------------------ | ------- |
| 2023. július 1.     | hátvéd      | Calvin Ramsay     | Preston North End  | [ 8 ]   |
| 2023. július 1.     | középpályás | Fábio Carvalho    | RB Leipzig         | [ 9 ]   |
| 2023. július 1.     | hátvéd      | Rhys Williams     | Aberdeen           | [ 10 ]  |
| 2023. július 1.     | kapus       | Harvey Davies     | Crewe Alexandra    | [ 11 ]  |
| 2023. július 3.     | hátvéd      | Owen Beck         | Dundee             | [ 12 ]  |
| 2023. július 13.    | hátvéd      | Sepp van den Berg | Mainz              | [ 13 ]  |
| 2023. július 18.    | hátvéd      | Anderson Arroyo   | Andorra            | [ 14 ]  |
| 2023. július 19.    | középpályás | James Balagizi    | Wigan Athletic     | [ 15 ]  |
| 2023. július 20.    | középpályás | Dominic Corness   | Yverdon-Sport      | [ 16 ]  |
| 2023. július 28.    | hátvéd      | Adam Lewis        | Newport County     | [ 17 ]  |
| 2023. augusztus 8.  | kapus       | Jakub Ojrzyński   | Den Bosch          | [ 18 ]  |
| 2023. augusztus 18. | kapus       | Luke Hewitson     | Stalybridge Celtic | [ 19 ]  |
| 2023. augusztus 31. | hátvéd      | Nat Phillips      | Celtic             | [ 20 ]  |
| 2023. szeptember 1. | hátvéd      | James Norris      | Tranmere Rovers    | [ 21 ]  |
| 2023. szeptember 1. | középpályás | Luca Stephenson   | Barrow             | [ 22 ]  |
| 2023. szeptember 1. | középpályás | Luca Stephenson   | Hull City          | [ 23 ]  |

### Távozók
| Dátum              | Poszt       | Név                     | Hová                   | Átigazolás összege | Jegyzet |
| ------------------ | ----------- | ----------------------- | ---------------------- | ------------------ | ------- |
| 2023. június 30.   | középpályás | Leighton Clarkson       | Aberdeen               | Nem ismert         | [ 24 ]  |
| 2023. június 30.   | középpályás | James Milner            | Brighton & Hove Albion | ingyen             | [ 25 ]  |
| 2023. június 30.   | középpályás | Naby Keïta              | Werder Bremen          | ingyen             | [ 26 ]  |
| 2023. június 30.   | középpályás | Alex Oxlade-Chamberlain | Beşiktaş               | ingyen             | [ 27 ]  |
| 2023. június 30.   | csatár      | Roberto Firmino         | El-Áhlí                | ingyen             | [ 28 ]  |
| 2023. június 30.   | kapus       | Liam Hughes             | Szabadúszó             | ingyen             | [ 29 ]  |
| 2023. június 30.   | középpályás | Jack Bearne             | Greenock Morton        | ingyen             | [ 30 ]  |
| 2023. július 22.   | csatár      | Layton Stewart          | Preston North End      | Nem ismert         | [ 31 ]  |
| 2023. július 27.   | középpályás | Jordan Henderson        | El-Áttifák             | 14 Millió €        | [ 32 ]  |
| 2023. július 31.   | középpályás | Fabinho                 | El-Áttihád             | 46.7 Millió €      | [ 33 ]  |
| 2023. augusztus 3. | csatár      | Max Woltman             | Oxford United          | Nem ismert         | [ 34 ]  |
| összesen           | összesen    | összesen                | összesen               | 60.7 Millió €      |         |

## Játékoskeret
2023. november 12-én lett legutóbb frissítve.
| #             | Név                                    | Nemzet    | Poszt       | Születési idő (Kor)          | Átigazolás ideje     | Átigazolás vége  | Honnan                  | Pályára lépések | Gólok   | Átigazolás összege (€): | Értéke (€):    | Jegyzet                            |
| Kapusok       | Kapusok                                | Kapusok   | Kapusok     | Kapusok                      | Kapusok              | Kapusok          | Kapusok                 | Kapusok         | Kapusok | Kapusok                 | Kapusok        | Kapusok                            |
| ------------- | -------------------------------------- | --------- | ----------- | ---------------------------- | -------------------- | ---------------- | ----------------------- | --------------- | ------- | ----------------------- | -------------- | ---------------------------------- |
| 1             | Alisson Becker (4. CSK.)               | brazil    | kapus       | 1992. október 2. (32 éves)   | 2018. július 19.     | 2027. június 30. | AS Roma                 | 244             | 1       | 62.50 Millió €          | 35 Millió €    |                                    |
| 13            | Adrián                                 | spanyol   | kapus       | 1987. január 3. (38 éves)    | 2019. augusztus 06.  | 2024. június 30. | West Ham United         | 26              | 0       | ingyen                  | 0.800 Millió € |                                    |
| 62            | Caoimhín Kelleher                      | brazil    | kapus       | 1998. november 23. (26 éves) | 2019. július 01.     | 2026. június 30. | LFC Akadémia            | 26              | 0       | akadémia                | 15.00 Millió € | a Liverpool akadémiáról került fel |
| Védők         |                                        |           |             |                              |                      |                  |                         |                 |         |                         |                |                                    |
| 2             | Joe Gomez                              | angol     | hátvéd      | 1997. május 23. (27 éves)    | 2015. július 1.      | 2027. június 30. | Charlton Athletic       | 188             | 0       | 4.90 Millió €           | 22.00 Millió € |                                    |
| 4             | Virgil van Dijk                        | holland   | hátvéd      | 1991. július 8. (33 éves)    | 2018. január 1.      | 2025. június 30. | Southampton             | 233             | 19      | 84.65 Millió €          | 35.00 Millió € |                                    |
| 5             | Ibrahima Konaté                        | francia   | hátvéd      | 1999. május 25. (25 éves)    | 2021. július 1.      | 2026. június 30. | RB Leipzig              | 64              | 3       | 40.00 Millió €          | 38.00 Millió € |                                    |
| 21            | Konsztandínosz Cimíkasz                | görög     | hátvéd      | 1996. május 12. (28 éves)    | 2020. augusztus 10.  | 2027. június 30. | Olimbiakósz             | 71              | 0       | 13.00 Millió €          | 18.00 Millió € |                                    |
| 32            | Andrew Robertson (3. CSK.)             | skót      | hátvéd      | 1994. március 11. (31 éves)  | 2017. július 21.     | 2026. június 30. | Hull City               | 275             | 9       | 9.00 Millió €           | 40.00 Millió € |                                    |
| 32            | Joël Matip                             | kameruni  | hátvéd      | 1991. augusztus 8. (33 éves) | 2016. július 1.      | 2024. június 30. | Schalke 04              | 199             | 11      | ingyen                  | 12.00 Millió € |                                    |
| 66            | Trent Alexander-Arnold (CSK-helyettes) | angol     | hátvéd      | 1998. október 7. (26 éves)   | 2016. július 1.      | 2025. június 30. | LFC Akadémia            | 287             | 16      | akadémia                | 65.00 Millió € | a Liverpool akadémiáról került fel |
| 78            | Jarell Quansah                         | angol     | hátvéd      | 2003. január 29. (22 éves)   | 2023. július 1.      |                  | LFC Akadémia            | 9               | 0       | akadémia                | 2.00 Millió €  | a Liverpool akadémiáról került fel |
| 84            | Conor Bradley                          | északír   | hátvéd      | 2003. július 9. (21 éves)    | 2023. július 1.      | 2023. június 30. | LFC Akadémia            | 5               | 0       | akadémia                | 2.00 Millió €  | a Liverpool akadémiáról került fel |
| Középpályások |                                        |           |             |                              |                      |                  |                         |                 |         |                         |                |                                    |
| 3             | Endó Vataru                            | japán     | középpályás | 1993. február 9. (32 éves)   | 2023. augusztus 18.  | 2027. június 30. | VfB Stuttgart           | 13              | 1       | 19.00 Millió €          | 13.00 Millió € |                                    |
| 6             | Thiago Alcântara                       | holland   | középpályás | 1991. április 11. (33 éves)  | 2020. szeptember 18. | 2024. június 30. | Bayern München          | 97              | 3       | 20.00 Millió €          | 12.00 Millió € |                                    |
| 8             | Szoboszlai Dominik                     | magyar    | középpályás | 2000. október 25. (24 éves)  | 2023. július 1.      | 2028. június 30. | RB Leipzig              | 17              | 2       | 70.00 Millió €          | 70.00 Millió € |                                    |
| 10            | Alexis Mac Allister                    | argentin  | középpályás | 1998. december 24. (26 éves) | 2023. július 1.      | 2028. június 30. |                         | 0               | 0       | Brighton & Hove Albion  | 42.00 Millió € | 65.00 Millió €                     |
| 17            | Curtis Jones                           | olasz     | középpályás | 2001. január 30. (24 éves)   | 2020. július 1.      | 2027. június 30. |                         | 106             | 11      | akadémia                | 30.00 Millió € | a Liverpool akadémiáról került fel |
| 19            | Harvey Elliott                         | angol     | középpályás | 2003. április 4. (21 éves)   | 2019. július 28.     | 2027. június 30. | Fulham                  | 82              | 6       | 1.70 Millió €           | 35.00 Millió € |                                    |
| 38            | Ryan Gravenberch                       | holland   | középpályás | 2002. május 16. (22 éves)    | 2023. július 1.      | 2028. június 30. | Bayern München          | 12              | 2       | 40.00 Millió €          | 35.00 Millió € |                                    |
| 21            | Stefan Bajčetić                        | spanyol   | középpályás | 2004. október 22. (20 éves)  | 2022. július 1.      | 2027. június 30. |                         | 21              | 1       | akadémia                | 10.00 Millió € | a Liverpool akadémiáról került fel |
| Csatárok      |                                        |           |             |                              |                      |                  |                         |                 |         |                         |                |                                    |
| 7             | Luis Díaz                              | kolumbiai | csatár      | 1997. január 13. (28 éves)   | 2022. január 30.     | 2027. június 30. | FC Porto                | 61              | 15      | 47.00 Millió €          | 75.00 Millió € |                                    |
| 9             | Darwin Núñez                           | urugquyi  | csatár      | 1999. június 24. (25 éves)   | 2022. július 1.      | 2028. június 30. | Benfica                 | 59              | 22      | 80.00 Millió €          | 65.00 Millió € |                                    |
| 11            | Mohamed Szaláh                         | egyiptomi | csatár      | 1992. július 15. (32 éves)   | 2017. július 1.      | 2025. június 30. | AS Roma                 | 321             | 198     | 42.00 Millió €          | 65.00 Millió € |                                    |
| 18            | Cody Gakpo                             | holland   | csatár      | 1999. május 7. (25 éves)     | 2023. január 1.      | 2028. június 30. | PSV                     | 40              | 11      | 42.00 Millió €          | 55.00 Millió € |                                    |
| 20            | Diogo Jota                             | portugál  | csatár      | 1996. december 4. (28 éves)  | 2020. szeptember 19. | 2027. június 30. | Wolverhampton Wanderers | 129             | 49      | 44.70 Millió €          | 50.00 Millió € |                                    |
| 50            | Ben Doak                               | skót      | csatár      | 2005. november 11. (19 éves) | 2022. március 1.     | 2027. június 30. | Wolverhampton Wanderers | 11              | 0       | 0.686 Millió €          | 10.00 Millió € |                                    |

## Felkészülési mérkőzések
Győzelem
      Döntetlen
      Vereség
| # | Ellenfél       | Eredmény |
| - | -------------- | -------- |
| 1 | Karlsruher     | 2 – 4    |
| 2 | Greuther Fürth | 4 – 4    |
| 3 | Leicester City | 4 – 0    |

| Forduló | Ellenfél       | Eredmény |
| ------- | -------------- | -------- |
| 4       | Bayern München | 3 – 4    |
| 5       | Darmstadt 98   | 3 – 1    |

## Premier League
Győzelem
      Döntetlen
      Vereség
| Forduló | Ellenfél                | H/V | Eredmény | Jegyzőkönyv |
| ------- | ----------------------- | --- | -------- | ----------- |
| 1       | Chelsea                 | V   | 1 – 1    | [ 37 ]      |
| 2       | Bournemouth             | H   | 3 – 1    | [ 38 ]      |
| 3       | Newcastle United        | V   | 2 – 1    | [ 39 ]      |
| 4       | Aston Villa             | H   | 3 – 0    | [ 40 ]      |
| 5       | Wolverhampton Wanderers | V   | 3 – 1    | [ 41 ]      |
| 6       | West Ham United         | H   | 3 – 1    | [ 42 ]      |
| 7       | Tottenham Hotspur       | V   | 2 – 1    | [ 43 ]      |
| 8       | Brighton & Hove Albion  | V   | 2 – 2    | [ 44 ]      |
| 9       | Everton                 | H   | 2 – 0    | [ 45 ]      |
| 10      | Nottingham Forest       | H   | 3 – 0    | [ 46 ]      |
| 11      | Luton Town              | V   | 1 – 1    | [ 47 ]      |
| 12      | Brentford               | H   | 3 – 0    | [ 48 ]      |
| 13      | Manchester City         | V   | 1 – 1    | [ 49 ]      |
| 14      | Fulham                  | H   | 4 – 3    | [ 50 ]      |
| 15      | Sheffield United        | V   | 0 – 2    | [ 51 ]      |
| 16      | Crystal Palace          | V   | 1 – 2    | [ 52 ]      |
| 17      | Manchester United       | H   | 0 – 0    | [ 53 ]      |
| 18      | Arsenal                 | H   | 1 – 1    | [ 54 ]      |
| 19      | Burnley                 | V   | 0 – 2    | [ 55 ]      |

| Forduló | Ellenfél                | H/V | Eredmény | Jegyzőkönyv      |
| ------- | ----------------------- | --- | -------- | ---------------- |
| 20      | Newcastle United        | H   | 4 – 2    | [ 56 ]           |
| 21      | Bournemouth             | V   | 0 – 4    | [ 57 ]           |
| 22      | Chelsea                 | H   | 4 – 1    | [ 58 ]           |
| 23      | Arsenal                 | V   | 3 – 1    | [ 59 ]           |
| 24      | Burnley                 | H   | 3 – 1    | [ 60 ]           |
| 25      | Brentford               | V   | 1 – 4    | [ 61 ]           |
| 26      | Luton Town              | H   | 4 – 1    | [ 62 ]           |
| 27      | Nottingham Forest       | V   | 0 – 1    | [ 63 ]           |
| 28      | Manchester City         | H   | 1 – 1    | [ 64 ]           |
| 29      | Everton                 | V   | 2 – 0    | (Elhalasztották) |
| 30      | Brighton & Hove Albion  | H   | 2 – 1    | [ 66 ]           |
| 31      | Sheffield United        | H   | 3 – 1    | [ 67 ]           |
| 32      | Manchester United       | V   | 2 – 2    | [ 68 ]           |
| 33      | Crystal Palace          | H   | 0 – 1    | [ 69 ]           |
| 34      | Fulham                  | V   | 1 – 3    | [ 70 ]           |
| 35      | West Ham United         | V   | 2 – 2    | [ 71 ]           |
| 36      | Tottenham Hotspur       | H   | 4 – 2    | [ 72 ]           |
| 37      | Aston Villa             | V   | 3 – 3    | [ 73 ]           |
| 38      | Wolverhampton Wanderers | H   | 2 – 0    | [ 74 ]           |

## Tabella
| Hely. | Csapat                 | M  | Gy | D  | V  | G+ | G– | Gk  | P  | Továbbjutás vagy kiesés    |
| ----- | ---------------------- | -- | -- | -- | -- | -- | -- | --- | -- | -------------------------- |
| 1.    | Manchester City CV (B) | 38 | 28 | 7  | 3  | 96 | 34 | +62 | 91 | Bajnokok Ligája-csoportkör |
| 2.    | Arsenal                | 38 | 28 | 5  | 5  | 91 | 29 | +62 | 89 | Bajnokok Ligája-csoportkör |
| 3.    | Liverpool              | 38 | 24 | 10 | 4  | 86 | 41 | +45 | 82 | Bajnokok Ligája-csoportkör |
| 4.    | Aston Villa            | 38 | 20 | 8  | 10 | 76 | 61 | +15 | 68 | Bajnokok Ligája-csoportkör |
| 5.    | Tottenham Hotspur      | 38 | 20 | 6  | 12 | 74 | 61 | +13 | 66 | Európa-liga-csoportkör     |

## FA-kupa
Győzelem
      Döntetlen
      Vereség
| #  | Ellenfél          | Eredmény                  | Jegyzőkönyv |
| -- | ----------------- | ------------------------- | ----------- |
| 1. | Arsenal           | 0 – 2                     | [ 75 ]      |
| 2. | Norwich City      | 5 – 2                     | [ 76 ]      |
| 3. | Southampton       | 3 – 0                     | [ 77 ]      |
| 4. | Manchester United | 4 – 3 (hosszabbítás után) | [ 78 ]      |

## EFL kupa
Győzelem
      Döntetlen
      Vereség
| #  | Ellenfél        | Eredmény | Jegyzőkönyv |
| -- | --------------- | -------- | ----------- |
| 1. | Leicester City  | 3 – 1    | [ 79 ]      |
| 2. | Bournemouth     | 1 – 2    | [ 80 ]      |
| 3. | West Ham United | 5 – 1    | [ 81 ]      |
| 4. | Fulham          | 2 – 1    | [ 82 ]      |
| 5. | Fulham          | 1 – 1    | [ 83 ]      |
| 6. | Chelsea         | 0 – 1    | [ 84 ]      |

## Európa-liga

### E csoport
| Hely. | Csapat                   | M | Gy | D | V | G+ | G– | Gk  | P  | Továbbjutás                                                       |  | LIV | TOU | USG | LAS |
| ----- | ------------------------ | - | -- | - | - | -- | -- | --- | -- | ----------------------------------------------------------------- |  | --- | --- | --- | --- |
| 1.    | Liverpool (T)            | 6 | 4  | 0 | 2 | 17 | 7  | +10 | 12 | Továbbjut a nyolcaddöntőbe                                        |  | —   | 5–1 | 2–1 | 4–0 |
| 2.    | Toulouse (T)             | 6 | 3  | 2 | 1 | 8  | 9  | −1  | 11 | Továbbjut a nyolcaddöntő rájátszásába                             |  | 3–2 | —   | 0–0 | 1–0 |
| 3.    | Union Saint-Gilloise (K) | 6 | 2  | 2 | 2 | 5  | 8  | −3  | 8  | Átkerül az UEFA Európa Konferencia Liga nyolcaddöntő rájátszásába |  | 2–1 | 1–1 | —   | 2–1 |
| 4.    | LASK (K)                 | 6 | 1  | 0 | 5 | 6  | 12 | −6  | 3  |                                                                   |  | 1–3 | 1–2 | 3–0 | —   |

      Győzelem
      Döntetlen
      Vereség
| # | Ellenfél             | Eredmény |
| - | -------------------- | -------- |
| 1 | LASK                 | 1 – 3    |
| 2 | Union Saint-Gilloise | 2 – 0    |
| 3 | Toulouse             | 5 – 1    |

| Forduló | Ellenfél             | Eredmény |
| ------- | -------------------- | -------- |
| 4       | Toulouse             | 3 – 2    |
| 5       | LASK                 | 4 – 0    |
| 6       | Union Saint-Gilloise | 2 – 1    |

### Nyolcaddöntők
| # | Ellenfél     | Eredmény | Jegyzőkönyv |
| - | ------------ | -------- | ----------- |
| 1 | Sparta Praha | 1 – 5    | [ 85 ]      |
| 2 | Sparta Praha | 6 – 1    | [ 86 ]      |

### Negyedddöntők
| # | Ellenfél | Eredmény                         | Jegyzőkönyv |
| - | -------- | -------------------------------- | ----------- |
| 1 | Atalanta | 0 – 3                            | [ 87 ]      |
| 2 | Atalanta | 0 – 1 (tj: Az Atalanta 3 – 1-el) | [ 88 ]      |

## Statisztikák
Legutóbb frissítve: 2024. május 19-én lett.
| Kiírás         | Statisztikák | Statisztikák | Statisztikák | Statisztikák | Statisztikák | Statisztikák | Statisztikák | Kezdő forduló/ helyezés | Végső forduló/ helyezés | Mérkőzések dátumai   | Mérkőzések dátumai | Mérkőzések dátumai |
| Kiírás         | M            | GY           | D            | V            | LG–KG        | GK           | Gy %         | Kezdő forduló/ helyezés | Végső forduló/ helyezés | Első                 | Utolsó             | Következő          |
| -------------- | ------------ | ------------ | ------------ | ------------ | ------------ | ------------ | ------------ | ----------------------- | ----------------------- | -------------------- | ------------------ | ------------------ |
| Premier League | 38           | 24           | 010          | 04           | 86 – 41      | +45          | 63.16%       | 1. játéknap             | 3.                      | 2023. augusztus 13.  | 2024. május 19.    | -                  |
| Fa-kupa        | 04           | 03           | 0            | 01           | 13 – 6       | +7           | 75.00%       | (legjobb 32)            | Negyeddöntők            | 2024. január 7.      | 2024. március 17.  | -                  |
| Ligakupa       | 06           | 05           | 01           | 0            | 14 – 5       | +9           | 83.33%       | Harmadik kör            | Győztes                 | 2023. szeptember 27. | 2024. február 25.  | -                  |
| Európa-liga    | 010          | 07           | 0            | 03           | 29 – 12      | 17           | 70.00%       | (csoportkör)            | Negyeddöntők            | 2023. szeptember 21. | 2024. április 18.  | -                  |
| Összesen       | 58           | 039          | 011          | 08           | 142 – 64     | +78          | 67.24%       | –                       | –                       | –                    | –                  | –                  |

### Góllövőlista
Legutóbb frissítve: 2024. május 19-én lett.
| #        | Mezszám  | Poszt       | Játékos neve           | Premier League | FA-kupa | EFL kupa | Európa-liga | Összesen |
| -------- | -------- | ----------- | ---------------------- | -------------- | ------- | -------- | ----------- | -------- |
| 1        | 11       | csatár      | Mohamed Szaláh         | 18             | 1       | 1        | 5           | 25       |
| 2        | 9        | csatár      | Darwin Núñez           | 11             | 1       | 1        | 5           | 18       |
| 3        | 18       | csatár      | Cody Gakpo             | 8              | 0       | 4        | 4           | 16       |
| 4        | 20       | csatár      | Diogo Jota             | 10             | 1       | 1        | 3           | 15       |
| 5        | 7        | csatár      | Luis Díaz              | 8              | 1       | 1        | 3           | 13       |
| 6        | 8        | középpályás | Szoboszlai Dominik     | 3              | 0       | 2        | 2           | 7        |
| 6        | 10       | hátvéd      | Alexis Mac Allister    | 5              | 1       | 0        | 1           | 7        |
| 8        | 17       | középpályás | Curtis Jones           | 1              | 1       | 3        | 0           | 5        |
| 9        | 4        | hátvéd      | Virgil van Dijk        | 2              | 1       | 1        | 0           | 4        |
| 9        | 19       | középpályás | Harvey Elliott         | 3              | 1       | 0        | 0           | 4        |
| 9        | 38       | középpályás | Ryan Gravenberch       | 1              | 1       | 0        | 2           | 4        |
| 12       | 26       | hátvéd      | Andrew Robertson       | 3              | 0       | 0        | 0           | 3        |
| 12       | 66       | hátvéd      | Trent Alexander-Arnold | 3              | 0       | 0        | 0           | 3        |
| 12       | 78       | hátvéd      | Jarell Quansah         | 2              | 0       | 0        | 1           | 3        |
| 14       | 3        | középpályás | Endó Vataru            | 1              | 0       | 0        | 1           | 2        |
| 14       | 76       | csatár      | Jayden Danns           | 0              | 2       | 0        | 0           | 2        |
| 17       | 42       | középpályás | Bobby Clark            | 0              | 0       | 0        | 1           | 1        |
| 17       | 67       | csatár      | Lewis Koumas           | 0              | 1       | 0        | 0           | 1        |
| 17       | 84       | hátvéd      | Conor Bradley          | 1              | 0       | 0        | 0           | 1        |
| Öngólok  | Öngólok  | Öngólok     | Öngólok                | 6              | 1       | 0        | 1           | 8        |
| Összesen | Összesen | Összesen    | Összesen               | 86             | 13      | 14       | 29          | 142      |

### Gólpasszok
Legutóbb frissítve: 2024. április 24-én lett.
| #        | Mezszám  | Poszt       | Játékos neve            | Premier League | FA-kupa | EFL kupa | Európa-liga | Összesen |
| -------- | -------- | ----------- | ----------------------- | -------------- | ------- | -------- | ----------- | -------- |
| 1        | 9        | csatár      | Darwin Núñez            | 8              | 1       | 3        | 1           | 14       |
| 1        | 11       | csatár      | Mohamed Szaláh          | 9              | 0       | 0        | 4           | 13       |
| 3        | 66       | hátvéd      | Trent Alexander-Arnold  | 4              | 0       | 3        | 3           | 10       |
| 4        | 19       | középpályás | Harvey Elliott          | 3              | 1       | 0        | 4           | 8        |
| 5        | 10       | középpályás | Alexis Mac Allister     | 5              | 0       | 0        | 2           | 7        |
| 6        | 84       | hátvéd      | Conor Bradley           | 3              | 3       | 0        | 0           | 6        |
| 7        | 18       | csatár      | Cody Gakpo              | 4              | 0       | 0        | 1           | 5        |
| 8        | 7        | csatár      | Luis Díaz               | 4              | 0       | 0        | 0           | 4        |
| 8        | 8        | középpályás | Szoboszlai Dominik      | 2              | 1       | 0        | 1           | 4        |
| 8        | 20       | csatár      | Diogo Jota              | 3              | 1       | 0        | 0           | 4        |
| 8        | 21       | hátvéd      | Konsztandínosz Cimíkasz | 3              | 0       | 1        | 0           | 4        |
| 12       | 2        | hátvéd      | Joe Gomez               | 1              | 0       | 0        | 2           | 3        |
| 12       | 17       | középpályás | Curtis Jones            | 1              | 0       | 0        | 2           | 3        |
| 12       | 78       | hátvéd      | Jarell Quansah          | 0              | 0       | 3        | 0           | 3        |
| 15       | 4        | hátvéd      | Virgil van Dijk         | 2              | 0       | 0        | 0           | 2        |
| 15       | 26       | hátvéd      | Andrew Robertson        | 2              | 0       | 0        | 0           | 2        |
| 15       | 38       | középpályás | Ryan Gravenberch        | 0              | 0       | 1        | 1           | 2        |
| 15       | 42       | középpályás | Bobby Clark             | 0              | 1       | 0        | 1           | 2        |
| 19       | 3        | középpályás | Endó Vataru             | 0              | 0       | 1        | 0           | 1        |
| 19       | 5        | hátvéd      | Ibrahima Konaté         | 0              | 0       | 1        | 0           | 1        |
| 19       | 53       | középpályás | James McConnell         | 0              | 1       | 0        | 0           | 38       |
| Összesen | Összesen | Összesen    | Összesen                | 54             | 9       | 13       | 22          | 98       |

### Kapusteljesítmények
Az alábbi táblázatban a csapat kapusainak teljesítményét tüntettük fel.
A felkészülési mérkőzéseket nem vettük figyelembe.
Legutóbb frissítve: 2024. február 04-én lett.
| 1        | Alisson           | 21 | 7 | 2 | 1 | 0 | 0 | 1 | 1 | 24 | 9  |
| 62       | Caoimhín Kelleher | 2  | 1 | 0 | 0 | 4 | 0 | 5 | 1 | 11 | 2  |
| Összesen | Összesen          | 23 | 8 | 2 | 1 | 3 | 0 | 7 | 2 | 32 | 11 |

## Klubdíjak

### A hónap játékosa
A Liverpool FC hivatalos honlapján a szurkolók online szavazása alapján ítélik oda.
| Hónap      | A hónap játékosa | A hónap játékosa    | Jegyzet |
| Hónap      | Nemzet           | Név                 | Jegyzet |
| ---------- | ---------------- | ------------------- | ------- |
| Augusztus  | magyar           | Szoboszlai Dominik  | [ 89 ]  |
| Szeptember | egyiptomi        | Mohamed Szaláh      | [ 90 ]  |
| Október    | egyiptomi        | Mohamed Szaláh      | [ 91 ]  |
| November   | egyiptomi        | Mohamed Szaláh      | [ 92 ]  |
| December   | japán            | Endó Vataru         | [ 93 ]  |
| Január     | északír          | Conor Bradley       | [ 94 ]  |
| Február    | holland          | Virgil van Dijk     | [ 95 ]  |
| Március    | argentin         | Alexis Mac Allister | [ 96 ]  |